# 吉祥寺もなか
吉祥寺 もなか（きちじょうじ もなか）は、日本の漫画家。
2008年に改名する前は、風鈴（かざすず）、1993年まではPONを名乗っていた。

## 作品リスト
吉祥寺もなか名義
- おっぱいのお姉さん（2012年9月発売、エンジェルコミックス、エンジェル出版、ISBN 978-4-87306-444-4）
- 陵辱監禁淫乱嫁（2018年11月発売、KAIOHSHA COMICS、海王社、ISBN 978-4-79641-214-8）
- 陵辱監禁淫乱嫁（2019年8月発売、RK COMICS CYBERIA SERIES、楽楽出版、ISBN 978-4-86704-948-8）

風鈴名義
- てふてふ（1996年3月発売、富士美コミックス、富士美出版、ISBN 4-89421-154-8）
- 青海荘キ譚[注 1]（1996年12月発売、富士美コミックス、富士美出版、ISBN 4-89421-194-7）
- 青海荘キ譚2[注 1]（1997年9月発売、富士美コミックス、富士美出版、ISBN 4-89421-238-2）
- ばく（1998年4月発売、富士美コミックス、富士美出版、ISBN 4-89421-271-4）
- れっすん（1998年10月発売、富士美コミックス、富士美出版、ISBN 4-89421-297-8）
- 冥界人形（1999年9月発売、富士美コミックス、富士美出版、ISBN 4-89421-346-X）
- EMBRACE（2000年8月発売、富士美コミックス、富士美出版、ISBN 4-89421-392-3）
- PURI PURI まーめいど1（2001年6月発売、プラザCOMIX、蒼竜社、ISBN 4-88386-088-4）
- PURI PURI まーめいど2（2002年3月発売、プラザCOMIX、蒼竜社、ISBN 4-88386-125-2）
- らでぃかるマジック（2002年12月発売、プラザCOMIX、蒼竜社、ISBN 4-88386-174-0）
- セイントセックス（2003年3月発売、プラザCOMIX、蒼竜社、ISBN 4-88386-186-4）
- ぷらいべーと・ラブ・ティーチャー（2004年9月発売、プラザCOMIX、蒼竜社、ISBN 4-88386-243-7）